# Nor-Am Cup 1983
La Nor-Am Cup 1983 fu l'8ª edizione della manifestazione organizzata dalla Federazione Internazionale Sci.
In campo maschile lo svedese Jörgen Sundqvist si aggiudicò sia la classifica generale, sia quella di slalom speciale; gli statunitensi Doug Powell e Tiger Shaw vinsero rispettivamente quella di discesa libera e di slalom gigante. Il canadese Pierre Brazeau era il detentore uscente della Coppa generale.
In campo femminile la statunitense Eva Pfosi si aggiudicò la classifica generale; la sua connazionale Pam Fletcher e la canadese Karen Stemmle vinsero a pari merito quella di discesa libera, la canadese Andrea Bédard quella di slalom gigante e la statunitense Eva Twardokens quella di slalom speciale. La statunitense Lynda McGehee era la detentrice uscente della Coppa generale.

## Uomini

### Classifiche

#### Generale
| Pos. | Nome             | Nazione     | Punti |
| ---- | ---------------- | ----------- | ----- |
| 1    | Jörgen Sundqvist | Svezia      |       |
| 2    | Tiger Shaw       | Stati Uniti |       |
| 3    | ?                | ?           | ?     |

#### Discesa libera
| Pos. | Nome        | Nazione     | Punti |
| ---- | ----------- | ----------- | ----- |
| 1    | Doug Powell | Stati Uniti |       |
| 2    | ?           | ?           | ?     |
| 3    | ?           | ?           | ?     |

#### Slalom gigante
| Pos. | Nome             | Nazione     | Punti |
| ---- | ---------------- | ----------- | ----- |
| 1    | Tiger Shaw       | Stati Uniti |       |
| 2    | Jörgen Sundqvist | Svezia      |       |
| 3    | ?                | ?           | ?     |

#### Slalom speciale
| Pos. | Nome             | Nazione | Punti |
| ---- | ---------------- | ------- | ----- |
| 1    | Jörgen Sundqvist | Svezia  |       |
| 2    | ?                | ?       | ?     |
| 3    | ?                | ?       | ?     |

## Donne

### Classifiche

#### Generale
| Pos. | Nome            | Nazione     | Punti |
| ---- | --------------- | ----------- | ----- |
| 1    | Eva Pfosi       | Stati Uniti | 121   |
| 2    | Andrea Bédard   | Canada      |       |
| 3    | Liisa Savijarvi | Canada      |       |

#### Discesa libera
| Pos. | Nome            | Nazione     | Punti |
| ---- | --------------- | ----------- | ----- |
| 1    | Pam Fletcher    | Stati Uniti |       |
| 1    | Karen Stemmle   | Canada      |       |
| 3    | Liisa Savijarvi | Canada      |       |

#### Slalom gigante
| Pos. | Nome            | Nazione | Punti |
| ---- | --------------- | ------- | ----- |
| 1    | Andrea Bédard   | Canada  |       |
| 2    | Liisa Savijarvi | Canada  |       |
| 3    | ?               | ?       | ?     |

#### Slalom speciale
| Pos. | Nome           | Nazione     | Punti |
| ---- | -------------- | ----------- | ----- |
| 1    | Eva Twardokens | Stati Uniti |       |
| 2    | ?              | ?           | ?     |
| 3    | ?              | ?           | ?     |